# Cavillatrix similis
Cavillatrix similis là một loài ruồi trong họ Tachinidae.